# Olly, Olly, Oxen Free
Pour plus de détails, voir Fiche technique et Distribution.
Olly, Olly, Oxen Free est un film américain de Richard A. Colla sorti en 1978.

## Fiche technique
- Titre original : Olly, Olly, Oxen Free
- Réalisation : Richard A. Colla
- Scénario : Maria L. De Ossio et Eugene Poinc d'après une histoire de Richard A. Colla
- Production : Denise Alexander coproducteur, Richard A. Colla, Rico Lion producteur exécutif, Mark Lisson producteur associé et Mark L. Rosen producteur exécutif
- Société de production : Rico Lion et Sanrio Communications
- Distribution : Sanrio Communications
- Musique : Bob Alcivar
- Photographie : Gayne Rescher
- Montage : Lee Burch
- Décors : Peter Wooley
- Costumes : Edith Head
- Pays de production : États-Unis
- Format : Couleur (Metrocolor) - Son : Mono
- Genre : Film d'aventure
- Durée : 84 minutes
- Date de sortie :
  - États-Unis : 25 août 1978

## Distribution
- Katharine Hepburn (VF : Jacqueline Porel) : Miss Pudd
- Kevin McKenzie : Alby
- Dennis Dimster : Chris
- Peter Kilman : Facteur